# سن‌های بدبو
سِن‌های بدبو (Pentatomidae) یا به گویش عامیانه خرچسونه، خرچسونک یا خرچسنه تیره‌ای از حشرات هستند.
سن‌های زیان‌آور پسته که تاکنون در مناطق پسته‌کاری ایران و عراق شناسایی شده‌اند، به‌طور عمده متعلق به خانواده‌های سن‌های بدبو و سن‌های بذرخوار (Lygeidae) هستند.
خانوادهٔ سِن‌های بدبو متعلق به راستهٔ نیم‌بالان (Hemiptera)، زیرراسته ناجوربالان (Heteroptera)، فروراستهٔ بدبوسانان (Pentatomomorpha) است.
این سن‌ها ناقل قارچ Nematospora coryli و بیماری ماسوی پسته (Stigmatomycosis) هستند. که همیشه بر روی درختان هستند. وبعد از کشته شدن آنها بوی بدی ترشح میشود. که بیشتر در صحرا و زمین های کشاورزی هستند.

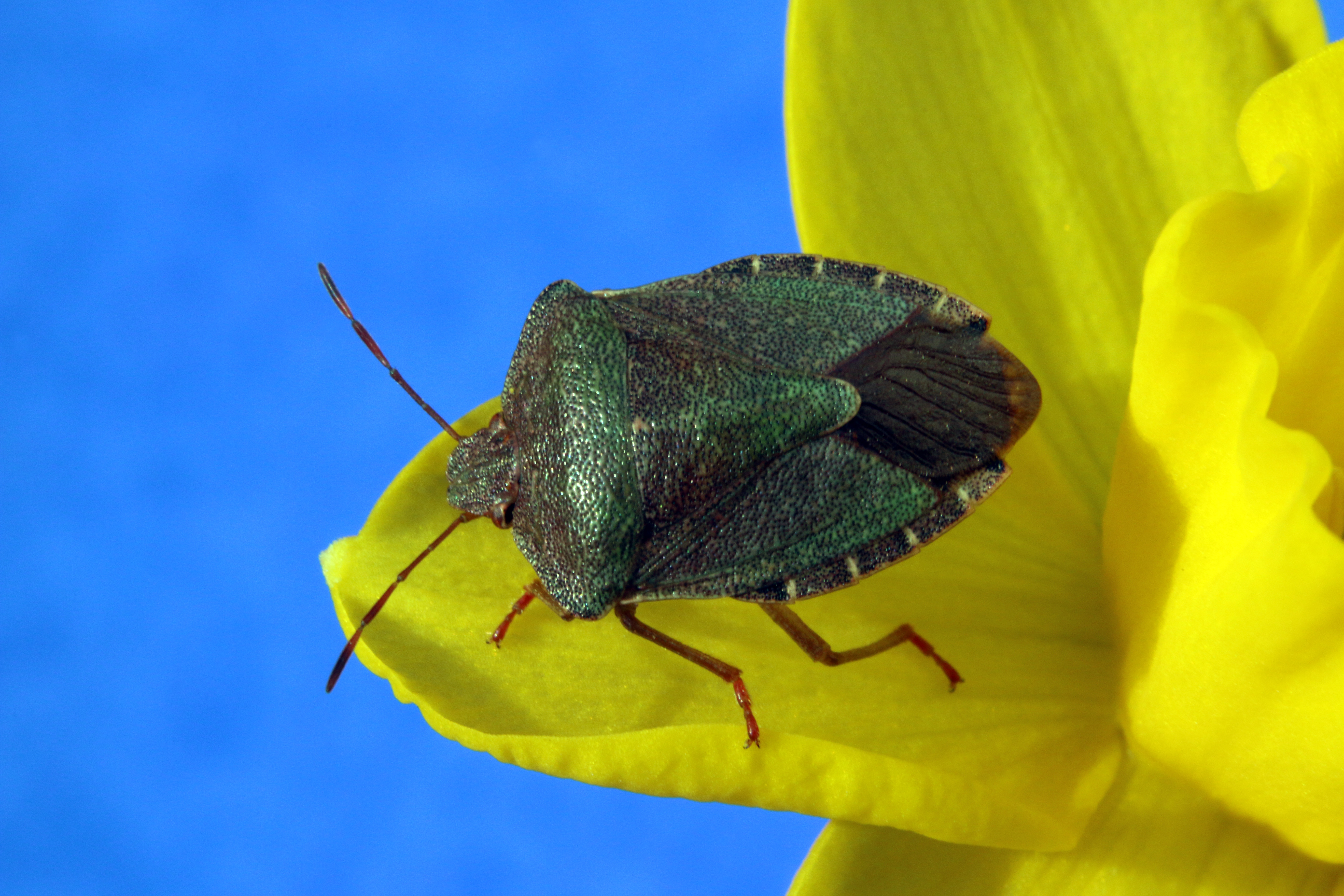
سن سپرسبز